# Tilachlidiopsis
Tilachlidiopsis es un género de hongos de la familia Tricholomataceae.